# Pit Leyder
Pit Leyder (* 11. Januar 1997 in Bettendorf) ist ein ehemaliger luxemburgischer Radsportler.

## Sportliche Laufbahn
2015 belegte Pit Leyder bei den Straßen-Weltmeisterschaften im US-amerikanischen Richmond Platz zehn im Straßenrennen der Junioren. 2017 gewann er bei den Spielen der kleinen Staaten von Europa in San Marino das Straßenrennen. Im Jahr darauf belegte er in der Gesamtwertung der Luxemburg-Rundfahrt Rang drei und entschied die Nachwuchswertung für sich.
Im Juni 2018 wurde er bei der Drei-Länder-Meisterschaft im deutschen Unna luxemburgischer U23-Meister im Straßenrennen, in der Gesamtwertung belegte er Rang vier. 2019 belegte er bei Eschborn–Frankfurt Rang sieben in der U23-Kategorie. Bei den luxemburgischen Straßenmeisterschaften 2019 belegte er jeweils Rang drei im Straßenrennen und im Einzelzeitfahren. Ende der Saison 2019 beendete er im Alter von 22 Jahren seine Radsportlaufbahn: „Ich möchte ein solches Leben in Zukunft nicht mehr führen“, begründete er diesen Schritt.

## Erfolge
2017
- Spiele der kleinen Staaten von Europa – Sieger im Straßenrennen

2018
- Nachwuchswertung Luxemburg-Rundfahrt
- Luxemburgischer U23-Meister – Straßenrennen

## Teams
- 2016 Leopard Pro Cycling (ab 1. Juni)
- 2017 Leopard Pro Cycling
- 2018 Leopard Pro Cycling
- 2019 Leopard Pro Cycling